# Gura (Künstlerfamilie)
Die Künstlerfamilie Gura bestand aus folgenden Personen:
- Eugen Gura (1842–1906), Theaterschauspieler
  - Eugen Gura junior	(1869–1944), Theater- und Filmschauspieler
    - Hedy Gura (1893–1967), Opernsängerin und Musikpädagogin

  - Hermann Gura (1870–1945), Opernsänger und Gesangspädagoge  ⚭ (?) Alexandra Gura (1869–1909), Opernsängerin
    - Sascha Gura (1896–1946), Filmschauspielerin

  - Hermann Gura ⚭ (?) Annie Gura (1884–1964), Opernsängerin
    - Anita Gura (1911–1978), Opernsängerin